# فیلم‌شناسی جت لی

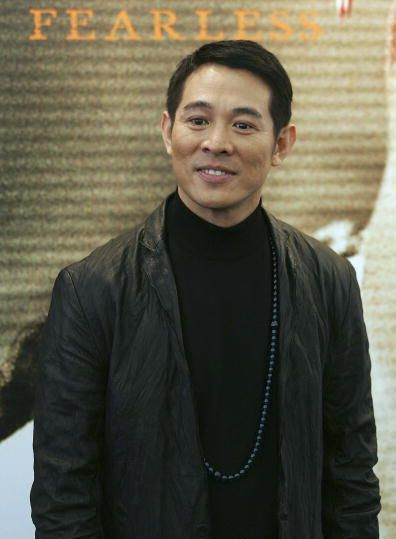
جت لی در سال ۲۰۰۶ میلادی

فیلم‌شناسی کامل جت لی بازیگر و رزمی‌کار چینی.
| سال  | نام فیلم                      | نقش                       | نکته |
| ---- | ----------------------------- | ------------------------- | --- |
| ۱۹۸۲ | معبد شائولین                  | جی یوان                   | |
| ۱۹۸۳ | بچه‌های شائولین                | سان لونگ                  | |
| ۱۹۸۶ | متولد برای دفاع               | جت                        | |
| ۱۹۸۶ | هنرهای رزمی شائولین           | زی مینگ                   | معبد شائولین ۳                                                                                              |
| ۱۹۸۹ | مبارزه اژدها                  | جیمی لی                   | |
| ۱۹۸۹ | استاد                         | جت                        | |
| ۱۹۹۱ | روزی روزگاری در چین           | وان فای هونگ              | |
| ۱۹۹۲ | روزی روزگاری در چین ۲         | وان فای هونگ              | |
| ۱۹۹۲ | شمشیرزن ۲                     | لیو چانگ                  | افسانه شمشیرزن                                                                                              |
| ۱۹۹۳ | استاد تای چی                  | زانگ جون بائو             | |
| ۱۹۹۳ | افسانه                        | فونگ سایوک                | |
| ۱۹۹۳ | افسانه ۲                      | فونگ سایوک                | |
| ۱۹۹۳ | استاد کونگ فو                 | چیونگ میوکی               | استاد مکتب کونگ فو                                                                                          |
| ۱۹۹۳ | آخرین قهرمان در چین           | وان فای هونگ              | |
| ۱۹۹۳ | روزی روزگاری در چین ۳         | وان فای هونگ              | |
| ۱۹۹۴ | بادیگاردی از پکن              | جان چانگ                  | |
| ۱۹۹۴ | مشت افسانه‌ای                  | چن زن                     | |
| ۱۹۹۴ | افسانه اژدهای سرخ             | هونگ شی گوان              | |
| ۱۹۹۵ | حداکثر خطر                    | کیت لی                    | |
| ۱۹۹۵ | پدرم قهرمان است               | کونگ وی                   | |
| ۱۹۹۶ | ماسک سیاه                     | مایکل - سیمون             | |
| ۱۹۹۶ | دکتر وای                      | چو سی کیت                 | |
| ۱۹۹۷ | روزی روزگاری در چین و آمریکا  | وان فای هونگ              | |
| ۱۹۹۸ | قاتل حرفه‌ای                   | فو                        | |
| ۱۹۹۸ | اسلحه مرگبار ۴                | وا سینگ کو                | اولین فیلم هالیوودی جت لی (نقش منفی)، اولین همکاری با مل گیبسون                                             |
| ۲۰۰۰ | رومئو باید بمیرد              | هان سینگ                  | اولین نقش اول جت لی در هالیوود                                                                              |
| ۲۰۰۱ | بی همتا                       | گیب - گابریل یولا         | اولین همکاری با جیسون استاتهام                                                                              |
| ۲۰۰۱ | بوسه اژدها                    | لیو جیان                  | |
| ۲۰۰۲ | قهرمان                        | بی‌نام                     | |
| ۲۰۰۳ | زاده برای مرگ                 | سو                        | |
| ۲۰۰۵ | رهاشده                        | دنی                       | با نام "دنی سگه" نیز شناخته می‌شود                                                                           |
| ۲۰۰۶ | بی‌باک                         | هو یون جیا                | |
| ۲۰۰۷ | جنگ سالاران                   | پانک کینگ یون             | |
| ۲۰۰۷ | جنگ                           | روگ                       | دومین همکاری با جیسون استاتهام                                                                              |
| ۲۰۰۸ | پادشاهی ممنوعه                | پادشاه میمون - راهب خاموش | اولین همکاری با جکی چان                                                                                     |
| ۲۰۰۸ | مومیایی: مقبره امپراتور اژدها | امپراتور هان              | نقش منفی |
| ۲۰۰۹ | تاسیس جمهوری                  | چن چائوکان                | |
| ۲۰۱۰ | اقیانوس بهشت                  | سام وانگ                  | |
| ۲۰۱۰ | بی‌مصرف‌ها                      | ییین یانگ                 | سومین همکاری با جیسون استاتهام، اولین همکاری با سیلوستر استالونه و دولف لاندگرن                             |
| ۲۰۱۱ | جادوگر و مار سفید             | فاهای                     | |
| ۲۰۱۱ | پرواز شمشیرهای دروازه اژدها   | چویی وای اون              | |
| ۲۰۱۲ | بی‌مصرف‌ها ۲                    | یین یانگ                  | چهارمین همکاری با جیسون استاتهام، دومین همکاری با سیلوستر استالونه و دولف لاندگرن                           |
| ۲۰۱۳ | علائم خشم                     | هوانگ فای هونگ            | |
| ۲۰۱۴ | بی‌مصرف‌ها ۳                    | یین یانگ                  | پنجمین همکاری با جیسون استاتهام، سومین همکاری با سیلوستر استالونه و دولف لاندگرن، دومین همکاری با مل گیبسون |
| ۲۰۱۶ | لیگ خدایان                    | جیانگ زیا                 | |
| ۲۰۱۷ | گنگ شو دائو                   | کاهن پیر                  | تهیه‌کننده                                                                                                   |
| ۲۰۲۰ | مولان                         | امپراتور چین              | |

## فیلم‌های مستند
| سال  | عنوان           | نام چینی     | نکته            |
| ---- | --------------- | ------------ | --------------- |
| ۱۹۸۳ | این است کونگ‌فو  | 中華武術     | نقش زندگی‌نامه‌ای |
| ۱۹۸۸ | اژدهایان شرق    | 東方巨龍     | نقش زندگی‌نامه‌ای |
| ۱۹۸۸ | های دنگ         | 少林海燈大師 | نقش زندگی‌نامه‌ای |
| ۱۹۹۲ | مسیر شانس       | 大八掛       |                 |
| ۱۹۹۴ | کونگ‌فوی شائولین | 少林真功夫   |                 |
| ۱۹۹۹ | اسلحهٔ مرگ-بار   |              |                 |

## نماهنگ
| سال  | عنوان            | هنرمند               |
| ---- | ---------------- | -------------------- |
| ۲۰۰۰ | "دوباره تلاش کن" | آلیا با حضور تیمبلند |